# Cerco de Logroño

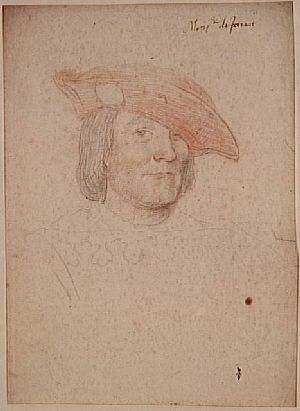
André de Foix, señor de Asparros

El cerco de Logroño de 1521, también conocido como sitio de Logroño, tuvo lugar en el mes de junio en los prolegómenos de la Guerra de los Cuatro Años, también llamada Guerra italiana de 1521–1526. Enfrentó a un ejército franco-navarro comandado por André de Foix, señor de Asparros, con tropas castellanas encerradas en la ciudad para su defensa y dirigidas por varios oficiales como Pedro de Beaumont, Pedro Vélez de Guevara o Diego de Vera. Tras una semana de operaciones, el general francés decidió levantarlo el 11 de junio de 1521. Puesto que ese día coincidía con el de San Bernabé, los logroñeses establecieron un "voto" a este santo, en conmemoración de la victoria. Aquel voto de San Bernabé fue el germen de las actuales Fiestas de San Bernabé, que son las patronales de la ciudad.

## Contexto
El cerco de Logroño de 1521 fue un episodio bélico que tuvo lugar en el contexto más amplio de la primera guerra sostenida por los monarcas Carlos I de España y Francisco I de Francia. Sería la primera de varias en las que se dirimirá la hegemonía en Europa. En ella se mezclaron factores explicativos diversos como la elección del trono imperial, la conquista del reino de Navarra y el levantamiento de las Comunidades de Castilla. La iniciativa partió de Francisco I, que apoyaba las reivindicaciones de Enrique de Albret al trono de Navarra (en realidad la Alta Navarra, ocupada por Fernando el Católico en 1512) y que vio en los problemas internos de Castilla y Aragón, una oportunidad perfecta para debilitar a su rival. Para ello dispuso la realización de una campaña de recuperación encabezada por André de Foix, señor de Asparros, primo del aludido Enrique de Albret y miembro de la influyente familia Foix-Lautrec. Se puso a su disposición un ejército compuesto por entre 12 y 15 mil soldados (la cifra varía según la fuente consultada) y compuesto por soldados gascones y bearneses, al que posteriormente se sumarían tropas procedentes de Navarra. La ofensiva comenzó el 12 de mayo con el ataque y toma de San Juan de Pie de Puerto y prosiguió con la del Peñón inmediatamente después. Desprovisto de tropas con las que defenderse debido a la revuelta comunera, el virrey de Navarra, Antonio Manrique de Lara, duque de Nájera, huyó de Pamplona el 17 de mayo. Dos días más tarde, Asparros se presentaba ante la ciudad, que le abrió las puertas. Acompañaba a la llegada de las tropas de André de Foix el levantamiento de varias localidades navarras como Estella o Sangüesa. En los siguientes días el dominio castellano se desintegraba en todo el reino: Lumbier, Tafalla, Puente la Reina... El día 30 de mayo Tudela rendía pleitesía a Enrique y con ella toda la Ribera. El 3 de junio caía Viana. Desde allí escribía el general a su soberano sopesando la opción de realizar un ataque preventivo en la orilla sur del Ebro debido a la concentración enemigas de tropas que se estaba produciendo. Ofrecía dos posibles objetivos: Navarrete o Logroño. Poco después debió de recibir instrucciones de atacar la segunda ya que en su despacho de 8 de junio indicaba al monarca que "siguiendo vuestro deseo pasé antes de ayer el río Ebro para ver si yo podía tomar esta villa de Logroño".

## El cerco
Las últimas investigaciones indican que la fecha de inicio del cerco se situó entre el 4 y el 6 de junio de 1521 según qué testimonio creamos. El duque de Nájera aseguraba en despacho a Carlos I que las operaciones habían dado comienzo el día 4. Por su parte Pedro Mártir de Anglería postergaba al día 5 dicho inicio. Asparros en su carta de 8 de junio apuntaba al día 6, aunque reconocía haber sostenido una escaramuza el día 5 a orillas del río, sin precisar dónde exactamente. El general francés disponía de unos 8000 efectivos, de los cuales 6000 eran franceses según informe del corregidor Diego de Villegas. En Logroño había entonces unos 2000 soldados llegados en dos contingentes los días anteriores, uno al mano de Pedro de Beaumont, y el otro al de Pedro Vélez de Guevara. Con este último cuatro cañones y 120 escopeteros, cuyo papel fue determinante para frustrar el cerco al impedir que la batería real francesa pudiera aproximarse a las murallas y disparar con mayor puntería. A esta cantidad se sumarían los refuerzos conducidos días después por el capitán Collazos y por Diego de Vera, que pudieron burlar el bloqueo enemigo. Este último, según reconocía el propio Asparros en su misiva de 8 de junio, era incompleto ya que no podía confiar en la moral, disciplina y eficacia de sus tropas, y porque escaseaba la caballería. Según confesaba a su rey, la ciudad estaba lejos de la indefensión: "aunque la muralla de la ciudad no es muy fuerte, la han reparado bien y está muy bien artillada". No en vano Logroño llevaba meses de preparativos ante la eventualidad de una agresión externa.
La ruta seguida por las tropas franco-navarras distó mucho de la que el mito le adjudica. En lugar de dirigirse directamente a Logroño siguiendo el Camino de Santiago, las huestes se trasladaron a un bosquecillo a orillas del Ebro llamado Soto del Rey, frente a la localidad de Agoncillo. Por allí atravesaron el río. Tanto esta villa como la vecina Murillo de Río Leza sufrieron el pillaje de las tropas invasoras las que se habían comportado de un modo intachable en Navarra con el fin de ganarse adeptos en el reino (excepción hecha de la localidad de Los Arcos, también saqueada, aunque hay que recordar que entonces formaba parte del reino de Castilla). Una vez salvado el obstáculo geográfico, se dirigieron hacia Logroño acampando en algún lugar del oriente de la ciudad. Ese mismo día 6 según informa Asparros se plantó la batería real a cargo del responsable de artillería, Lacapelle, auxiliado por el lugarteniente de la expedición, Santa Coloma. Los bombardeos empezaron de inmediato, prolongándose a lo largo de los siguientes cuatro días.
La documentación conservada en la Cámara de Castilla corrobora el pillaje de otras localidades próximas a la ciudad: Alberite, Albelda, Lardero y Villamediana. Incluso se apunta a un proyecto de saquear las más importantes Calahorra y Alfaro, iniciativa que habría sido pergeñada por dos capitanes navarros, Jaime Velaz de Medrano y el señor de San Martín de Amescoa, y que habría sido frustrada por el marqués de Falces. Sea cierto o no, el peligro de ataques a esa zona era real y motivó el envío de un pequeño contingente de soldados castellanos a estas poblaciones, encabezado por Beltrán de la Cueva y Gutierre Quijada. Además de los daños causados en las villas sometidas al robo, los logroñeses se quejaron de otros causados por los sitiadores al arrasar varias fincas con el fin de asentar la batería y el campamento.
Pese a los cuatro días batiendo sus muros, no tenemos noticias en la documentación de enfrentamientos cuerpo a cuerpo. El único en hacer una alusión a la posibilidad de que la artillería gala lograse hacer brecha en las murallas es el cardenal Adriano, quien afirma en un despacho a Carlos I que "les tuvieron el sábado pasado [8 de junio] las puertas abiertas y jamás osaron entrarla ca en ella había muy buena gente y bien experimentada".
La situación se fue deteriorando rápidamente para las tropas francesas, a las que se les debían soldadas y pasaban hambre por falta de víveres. Pese a ello, André de Foix perseveró a la espera del estallido de dificultades similares intramuros, y del deseado avivamiento de la chispa comunera en Castilla. En lo que concierne a la primera cuestión, sabemos por una información realizada a pedimento de la viuda de Gonzalo de Oviedo, soldado defensor, que hubo un conato de motín que fue sofocado rápidamente por su buen hacer. Respecto a lo segundo, aunque María Pacheco respondería por carta a sus requerimientos, sería en fechas posteriores y de un modo aislado en el panorama del movimiento.
Así las cosas y ante las noticias del acercamiento paulatino de un ejército de socorro, Asparros decidió levantar el cerco. El 10 de junio dejó las proximidades de la ciudad retirándose a Varea. De allí partió el día siguiente a Agoncillo, cruzando el Ebro y asentando su real nuevamente en el Soto del Rey, donde permanecería hasta el 19 de junio. El mismo 11 por la tarde llegó la avanzadilla de las tropas castellanas con el duque de Nájera y el conde de Lerín al mando. Ante la noticia de la retirada el duque ordenó a Pedro de Beaumont, Pedro Vélez de Guevara y Diego de Vera que hostigasen a Asparros en su repliegue, aunque la acción no obtuvo resultados. Poco después fueron llegando el resto de contingentes del ejército de socorro que confluían en Logroño no solo con el fin de levantar el cerco, sino con el de expulsar a André de Foix y sus tropas de Navarra.

## Consecuencias
No resulta fácil hacer un cálculo exacto de los daños materiales causados por el sitio en la ciudad y por la campaña en la región, aunque debieron ser cuantiosos. Agoncillo o Murillo indicaron que los saqueos que sufrieron costaron 6000 y 4000 ducados respectivamente. En uno de sus privilegios, Carlos I cifra en 60 000 ducados los efectos por la destrucción de "sus heredades y arboledas". Por si fuera poco, a los gastos derivados de las reparaciones y de los robos, habría que añadir los que se sumaron por las reclutas, mantenimiento y aposento de soldados, traslado de impedimentas, etc. del resto de la campaña. Y también la pérdida de vidas. Solo disponemos, en este sentido, de los números aportados por el duque de Nájera, quien habla de más de 300 invasores caídos por tan solo 10 o 12 defensores. Sin embargo, la relación de gastos de la muralla de Logroño en 1521 destina una partida para enterradores y con el dinero asignado tan solo se sepultan 9 cuerpos de soldados franceses. Esta disparidad de cifras parece equilibrarse con la información aportada por Mártir de Anglería, quien indica que en el campamanento del Soto de Rey, una vez abandonado por Asparros, aparecieron muertos "muchos de los enemigos, tanto agotados por la falta de lo más elemental, cuanto por las heridas recibidas en el cerco".
En cualquier caso, lejos de destruir por completo a Asparros, el cerco de Logroño sí es cierto que sirvió para desgastarlo y ganar tiempo para la llegada de las tropas castellanas que habrían de enfrentarse a él definitivamente en la batalla de Noáin de 30 de junio de 1521. En ese sentido es difícil entender la una sin el otro. También es cierto que, si bien resultó ser una acción menor, concentró la atención de las cancillerías europeas durante algunas semanas, ante la amenaza que para la seguridad de Castilla significaba una incursión de estas características. Logroño era tenida por la "llave de Castilla" y que quedase en manos francesas podía resultar un severo revés tanto en términos estratégicos como para la reputación del reino. Algo similar ocurriría poco después con otra de las "llaves" del reino, Fuenterrabía, que caería en manos galas en otoño de ese mismo año y permanecería bajo su dominio hasta 1524.
Si desde un punto de vista general, su eco fue limitado en el contexto de un conflicto que todavía habría de durar hasta 1525 y que sería cerrado por la mucho más célebre batalla de Pavía, desde el local se puede afirmar que se convirtió en todo un referente simbólico para la ciudad de Logroño. La resistencia de los logroñeses mereció la concesión de varias mercedes por parte de Carlos I, entre ellas el poder adornar su escudo con las tres flores de lis de su enemigo. Y la firma del voto de San Bernabé institucionalizó un festejo que ha llegado hasta nuestros días en forma de fiestas patronales.

## Mitificación

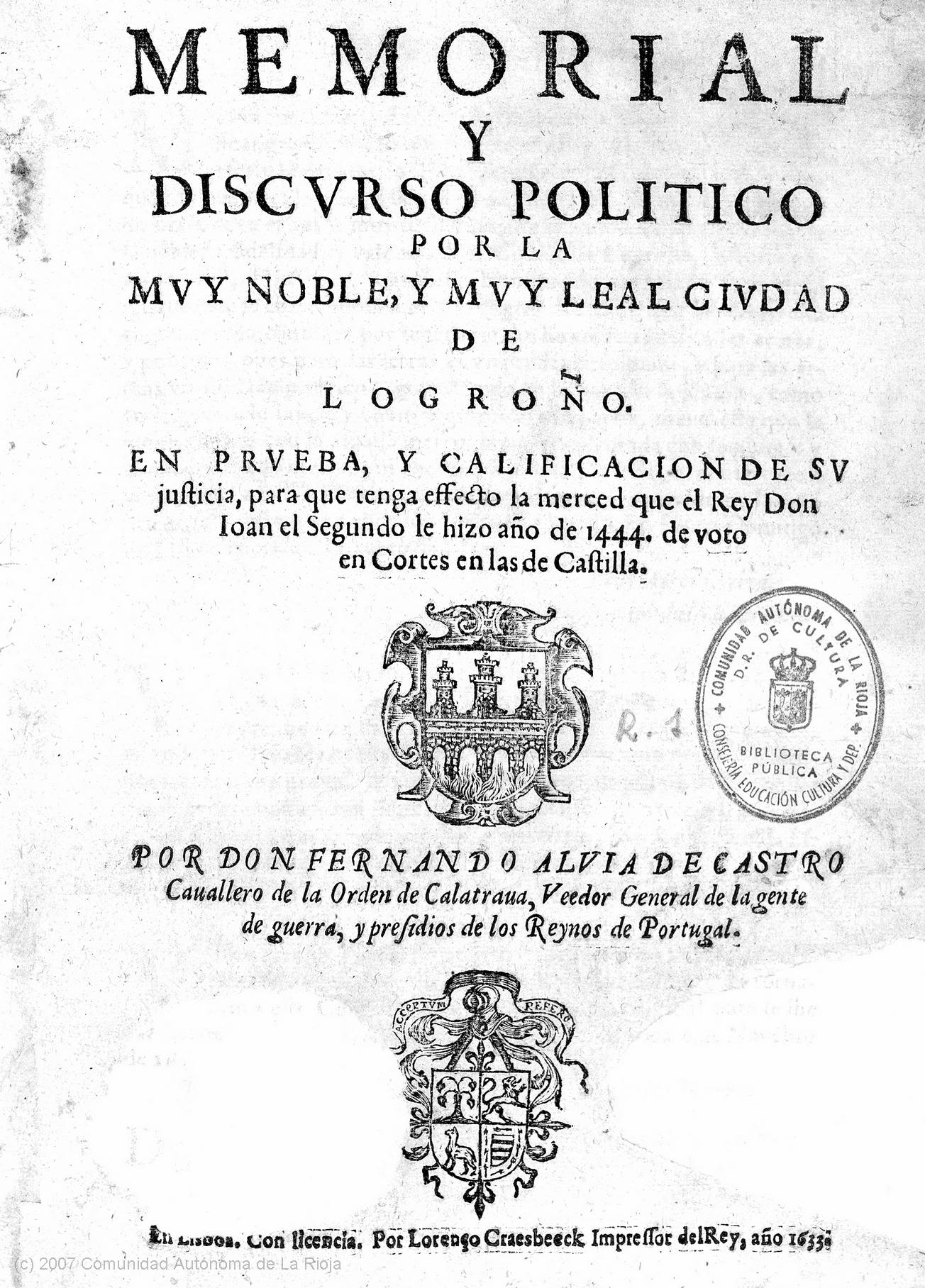
El Memorial de Albia de Castro es una de las principales fuentes de los mitos sobre el cerco de Logroño.

Dada la gran importancia simbólica que los logroñeses han concedido a estos hechos, es lógico que el cerco de Logroño de 1521 haya sufrido un intenso proceso de mitificación hasta llegar a nuestros días, desfigurándolo en gran medida. Su magnitud ha sido tal que algunos autores han llegado a calificarlo de "fraude de dimensiones escandalosas". Ya en los años inmediatamente posteriores se aprecia los primeros síntomas en documentos como el voto de San Bernabé o los privilegios concedidos por Carlos I. En ellos se exagera el número de los sitiadores y los servicios brindados por los logroñeses durante el asedio. Más adelante, autores como Sandoval, Albia de Castro o Francisco Javier Gómez ensancharán el relato mítico adornándolo con mitos diversos: la supuesta inundación del real francés por parte de unos labriegos logroñeses, la muerte de Asparros o Santa Coloma gracias a un disparo de un arcabucero anónimo, la celebración de un concejo abierto para decidir sobre la defensa ante los invasores o, más recientemente, el hambre que habrían pasado los sitiados, que habría sido calmada gracias al reparto de pan, peces capturados a hurtadillas en el Ebro y vino. Incluso incurrirán en errores graves como atribuir una cronología más larga al sitio (del 25 de mayo al 11 de junio) o identificar al corregidor con Pedro Vélez de Guevara (cuando la persona que detentaba el cargo era el licenciado Diego de Villegas). Hasta la fecha, la documentación tiende a desmentir la casi totalidad de estos mitos.
A continuación se ofrece una selección de los principales mitos desarrollados a lo largo de los siglos en torno a la "leyenda rosa" del cerco de Logroño de 1521:
Nacionalidad: exclusivamente francesa, sin matices, según la leyenda rosa. La realidad fue más compleja. El ejército de Asparros estaba compuesto mayoritariamente por gascones y bearneses, pero también se le unieron contingentes navarros.
Número: según el Voto de San Bernabé 28 000; para Albia de Castro, 30 000. Los informes contemporáneos hablan de entre 12 y 15 000 hombres a su entrada en Navarra, pero menos de 10 000 una vez conquistada Pamplona. El último dato que tenemos antes de su llegada a Logroño, lo reduce a 8.000. En Logroño, mientras tanto, se apostaban más de 3000 soldados y otros 2000 merodeaban en la zona de Navarrete para hostigar al enemigo, al mando del hijo del duque de Nájera.
Cronología: el primero en apuntar un esbozo de cronología es Albia de Castro que sitúa el inicio de las hostilidades el 25 de mayo. Gómez recoge el dato y crea un guion temporal aún más completo, pero sin ninguna base documental. Como ya hemos visto la documentación indica una fecha de inicio entre el 4 y el 6 de junio.
Concejo abierto: hasta el Memorial de Albia de Castro, escrito en 1633 no hay ninguna noticia ni documental ni bibliográfica de la celebración del famoso Concejo Abierto. La Iglesia de Santiago, donde sitúa el cónclave, ni siquiera estaba disponible, ya que se hallaba en obras debido al incendio que había sufrido en torno a 1500. Según la Historia de la ciudad de Logroño “es una simple recreación, recurriendo a todos los tópicos del s. XVII”.
Pan, peces, vino: pese a que su reparto constituye en la actualidad uno de los actos estelares de las fiestas de San Bernabé, se trata de una tradición inventada hace menos de un siglo por un grupo de amigos, fundadores de una renovada Cofradía del Pez. No hay evidencias de que durante el asedio de apenas una semana se pasara hambre y hubiera que recurrir a la pesca furtiva (pan y vino por supuesto que se utilizaron, eran alimentos básicos en la época).
Francotirador: según Sandoval un soldado anónimo fue capaz de matar a uno de los oficiales franceses tirando “a puntería” mientras estos cenaban en una de las salas del convento de San Francisco. Según esta “tradición local” la víctima habría sido el mismísimo Asparros, aunque en realidad éste muriese en 1547. Otros autores, conscientes de esta incongruencia habrían identificado al sujeto abatido con el lugarteniente Santa Coloma. Pero éste también falleció más tarde, en 1523.
Ardides: los logroñeses no sólo habrían hecho alarde de valor defendiendo las murallas con sus propias manos (de lo que no hay ninguna prueba, sí de su apoyo logístico), sino también de ingenio. Mediante diversas ardides habrían facilitado la derrota del invasor. Una de ellas habría sido fingir ser más número de defensores saliendo a hurtadillas de la ciudad por una de las puertas y entrando con fanfarria por otra. En opinión de Sandoval habrían confundido a Asparros hasta el punto de que este pensaría que había 20 000 hombres atrincherados. Sin embargo, el propio general francés escribía a su rey dando cuenta de los datos de que disponía a este respecto. Y no iba desencaminado, cuantificando a los defensores entre 4000 hombres.
Asalto francés: la versión de Albia de Castro incluye la narración de un asalto protagonizado por las tropas franceses en el que sitiados y sitiadores habrían llegado a combatir cuerpo a cuerpo. Las fuentes primarias no respaldan esta anécdota . Además, toda la acción habría tenido lugar en el frente oriental de la ciudad, no en el puente, ni en la Puerta del Camino.
Inundación: quizás la ardid más célebre de todo el ciclo legendario es la de la anegación del campamento francés la víspera de San Bernabé. Para ello se habrían coordinado varios grupos de labriegos abriendo distintos canales y acequias de riego que desembocaban en la zona donde se había asentado Asparros y su hueste. No existe ningún documento que mencione este episodio y las pruebas circunstanciales apuntan totalmente en otras direcciones: 1520 y 1521 estaban siendo años muy secos, de hecho, el general francés había escrito a su rey describiendo el Ebro como “un arroyo”. Todo apunta a que la imaginación popular había querido introducir en el sitio de Logroño una táctica poliorcética más propia de los campos de batalla en Flandes, particularmente divulgada tras el milagro de Empel.
Captura de banderas y cañones: el símbolo máximo de la victoria logroñesa habría sido la captura de algunos estandartes enemigos en una salida nocturna, y de sus cañones durante la retirada. Pese a la alusión en las actas municipales posteriores de una “bandera del tiempo de los franceses” y de piezas de artillería “capturadas”, lo más probable es que la primera fuera tejida por los propios logroñeses mientras las segundas fuesen aprehendidas en la posterior batalla de Noáin.